# Theodor Nöldeke
Theodor Nöldeke (ur. 2 marca 1836 w Hamburgu, zm. 25 grudnia 1930 w Karlsruhe) – jeden z najbardziej znanych niemieckich orientalistów XIX i XX wieku. Uważany jest obok Carla Brockelmanna za twórcę jednej z gałęzi orientalistyki – semitystyki.
Studiował na Uniwersytecie w Getyndze, ale także w Wiedniu, Lejdzie oraz Berlinie. W 1864 roku otrzymał stanowisko profesora Uniwersytetu w Kilonii. Następnie w 1872 roku powierzono mu stanowisko profesora w Strasburgu i funkcję tę sprawował, aż do emerytury w wieku 70 lat.
Napisał wiele prac z zakresu arabistyki i islamoznawstwa, ale także tłumaczył arabską poezję klasyczną oraz dokonał tłumaczenia kroniki At-Tabariego, która do dziś jest cennym źródłem informacji, ze względu na liczne przypisy dodane przez tłumacza. Był także autorem artykułów do jedenastego wydania (1910-1911) Encyklopedii Britannici.
Jednak największe osiągnięcia Theodor Nöldeke święcił na polu językoznawstwa semickiego. Na uwagę zasługują jego prace na temat klasycznego języka arabskiego, języka syryjskiego oraz języka mandejskiego.
Od 1878 był członkiem zagranicznym Królewskiej Holenderskiej Akademii Sztuk i Nauk. W 1888 roku Nöldeke otrzymał order Pour le Mérite, a w 1903 bawarski Order Maksymiliana.

## Ważniejsze dzieła
- Geschichte des Qorans, 1860 (Hildesheim 2005).
- Beiträge und Neue Beiträge zur semitischen Sprachwissenschaft, 1981.
- Iranian National Epic, 1977.
- Sketches from Eastern History, 1977.
- Das Leben Mohammeds, 1863.
- Beiträge zur Kenntnis der Poesie der alten Araber, 1864.
- Die alttestamentliche Literatur, 1868.
- Untersuchungen zur Kritik des Alten Testaments, 1869.
- Geschichte der Perser und Araber zur Zeit der Sasaniden. Aus der arabischen Chronik des Tabari übersetzt, 1879 (Leiden 1973).
- Zur Grammatik des klassischen Arabisch, 1896.
- Fünf Mo’allaqat, übersetzt und erklärt, 1899-1901.
- Compendious Syriac grammar. With a table of characters by Julius Euting, tłum. James A. Crichton, 1904.
- Mandäische Grammatik mit einer lithographirten Tafel der Mandäischen Schriftzeichen, 1875.